# Elizabeth Jennings
Elizabeth Joan Jennings (Boston, 18 luglio 1926 – Bampton, 26 ottobre 2001) è stata una poetessa britannica.

## Biografia
Figlia del medico Henry Cecil Jennings (1893-1967) e di Mary Turner, all'età di 6 anni si trasferì con la sua famiglia a Oxford, dove visse per tutta la vita. Frequentò il St Anne's College per poi intraprendere la carriera letteraria.
Le sue prime poesie furono pubblicate su riviste come Oxford Poetry, New English Weekly, The Spectator, Outposts e Poetry Review, ma solo all'età di 27 anni pubblicò il suo primo libro. I poeti lirici che influenzarono il suo stile furono Hopkins, Auden, Graves e Muir. Il suo secondo libro A Way of Looking vinse il Somerset Maugham Award e ciò segnò una svolta nella vita di Jennings, che grazie al denaro ricevuto trascorse quasi tre mesi a Roma, dove visse un profondo cambiamento religioso che ispirò la sua immaginazione.
Considerata tradizionalista piuttosto che innovatrice, Jennings è nota per la sua poesia lirica e per la padronanza della forma. Le sue opere mostrano una semplicità di metro e rima condivisa con Philip Larkin, Kingsley Amis e Thom Gunn, tutti poeti inglesi appartenenti al The Movement. Nonostante la sua vita, caratterizzata anche da un periodo di grave malattia mentale, fosse l'ispirazione principale delle sue opere, le sue poesie non erano esplicitamente autobiografiche. Il cattolicesimo romano profondamente radicato in essa ispirò gran parte del suo lavoro.
Jennings ebbe difficoltà a gestire gli aspetti pratici della sua carriera e della sua vita. Si impoverì e soffrì di salute mentale, il ché offuscò la sua reputazione critica. Trascorse gli ultimi anni della sua vita in vari alloggi. Morì in una casa di cura a Bampton, nell'Oxfordshire, e fu sepolta nel Wolvercote Cemetery di Oxford.
La sua vita è stata eseminata nel 2018 dal critico letterario statunitense Dana Gioia, che ha dichiarato: "Nonostante i suoi fallimenti mondani, la sua carriera artistica è stata un costante percorso di successi. Jennings si colloca tra i migliori poeti britannici della seconda metà del XX secolo. È anche la migliore poetessa cattolica d'Inghilterra dai tempi di Gerard Manley Hopkins."

## Premi
- 1953: Premio dell'Arts Council of Great Britain per il miglior primo libro di poesie
- 1955: Somerset Maugham Award per A Way of Looking . [3]
- 1987: Premio letterario WH Smith per Collected Poems 1953–1985

## Opere

### Raccolte di poesie
- Poems. Oxford: Fantasy Press, 1953
- A Way of Looking. London: André Deutsch, 1955
- A Sense of the World. London: André Deutsch, 1958
- Song For a Birth or a Death. London: André Deutsch, 1961
- The Sonnets of Michelangelo (tradotto da Jennings). London: Folio Society, 1961
- Recoveries. London: André Deutsch, 1964
- The Mind has Mountains. London: Macmillan, 1966
- The Secret Brother and Other Poems for Children. London: Macmillan, 1966
- Collected Poems 1967. London: Macmillan, 1967
- The Animals' Arrival. London: Macmillan, 1969
- Lucidities. London: Macmillan, 1970
- Relationships. London: Macmillan, 1972
- Growing Points. Cheadle: Carcanet, 1975
- Consequently I Rejoice. Cheadle: Carcanet, 1977
- After the Ark. Oxford University Press, 1978
- Selected Poems. Cheadle: Carcanet, 1979
- Moments of Grace. Manchester: Carcanet, 1980
- Celebrations and Elegies. Manchester: Carcanet, 1982
- Extending the Territory. Manchester: Carcanet, 1985
- In Shakespere's Company.  The Celandine Press 1985 [edizione limitata di 250 copie]
- Collected Poems 1953-1985. Manchester: Carcanet, 1986
- An Oxford cycle Poems. Oxford:Thornton's, 1987
- Tributes. Manchester: Carcanet, 1989
- Times and Seasons. Manchester: Carcanet, 1992
- Familiar Spirits. Manchester: Carcanet, 1994
- In the Meantime. Manchester: Carcanet, 1996
- A Spell of Words: Selected Poems for Children. London: Macmillan, 1997
- Praises. Manchester: Carcanet, 1998
- Timely Issues. Manchester: Carcanet, 2001
- New Collected Poems. Manchester: Carcanet, 2001
- Elizabeth Jennings: The Collected Poems. Manchester: Carcanet, 2012
- Father to Son: poem

### Curatele
- The Batsford Book of Children's Verse (illustrato). London: Batsford, 1958
- An Anthology of Modern Verse: 1940-1960. London: Methuen, 1961
- Wuthering Heights and Selected Poems by Emily Brontë. London: Pan Books, 1967
- A Choice of Christina Rossetti's Verse. London: Faber and Faber, 1970
- The Batsford Book of Religious Verse. London: Batsford, 1981
- A Poet's Choice. Manchester: Carcanet, 1996